# Subphauloppia endroedyi
Subphauloppia endroedyi är en kvalsterart som beskrevs av Sandór Mahunka 1985. Subphauloppia endroedyi ingår i släktet Subphauloppia och familjen Oribatulidae. Inga underarter finns listade i Catalogue of Life.